# Alika Milova
Alika Milova, également connue sous son seul prénom Alika, est une chanteuse estonienne née le 5 septembre 2002 à Narva en Estonie.

Révélée en 2021 en remportant la huitième saison du télécrochet Eesti otsib superstaari, elle représente l'Estonie au Concours Eurovision de la chanson 2023, à Liverpool au Royaume-Uni, avec sa chanson Bridges.

## Biographie
Alika Milova naît le 5 septembre 2002 à Narva en Estonie, dans une famille d’origine ukrainienne et grandit avec le russe pour langue maternelle. Dès son enfance, elle participe à de nombreux concours de chant dans son pays, ainsi qu'à l'étranger.

C'est en 2021 qu'elle atteint la notoriété, en remportant la huitième édition d'Eesti otsib superstaari, ce qui lui a valu la signature d'un contrat avec Universal Music Group.

### 2023: Eurovision
Le 1er novembre 2022, Alika est annoncée comme faisant partie des vingt artistes présélectionnés pour participer à l'Eesti Laul 2023. Sa chanson, qu'elle défend lors de la seconde demi-finale du concours le 14 janvier 2023, est intitulée Bridges. Passée en dixième et dernière lors de la soirée, elle se qualifie pour la finale.

Lors de la finale du 11 février 2023, Alika est la huitième des douze finalistes à chanter sa chanson. Elle fait partie des trois qualifiés pour le second tour, qu'elle finit par remporter grâce aux votes du public. Alika représentera par conséquent l'Estonie avec sa chanson Bridges.

#### À l'Eurovision
Alika présentera sa chanson lors de la première moitié de la seconde demi-finale, le jeudi 11 mai 2023. Elle finit 10ème, et participe par conséquent à la finale du samedi 13 où elle finit huitième.

## Discographie
- 2021 – Õnnenumber
- 2022 – Bon Appétit
- 2022 – C'est La Vie
- 2022 – Bridges
- 2023 – You
- 2023 – Too much